# Fanón

Representación gráfica del fanón papal

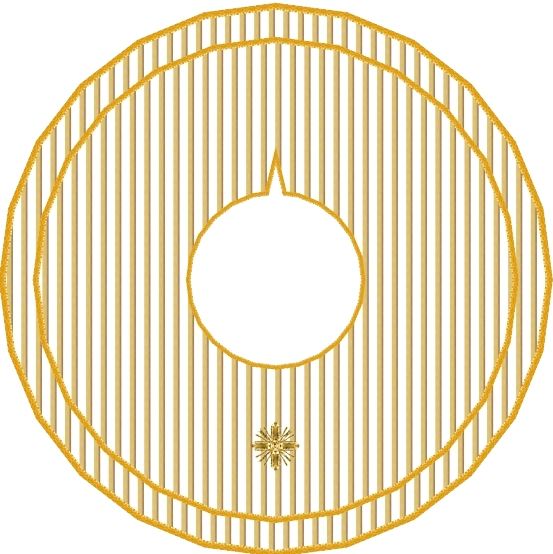
Representación gráfica del fanón papal

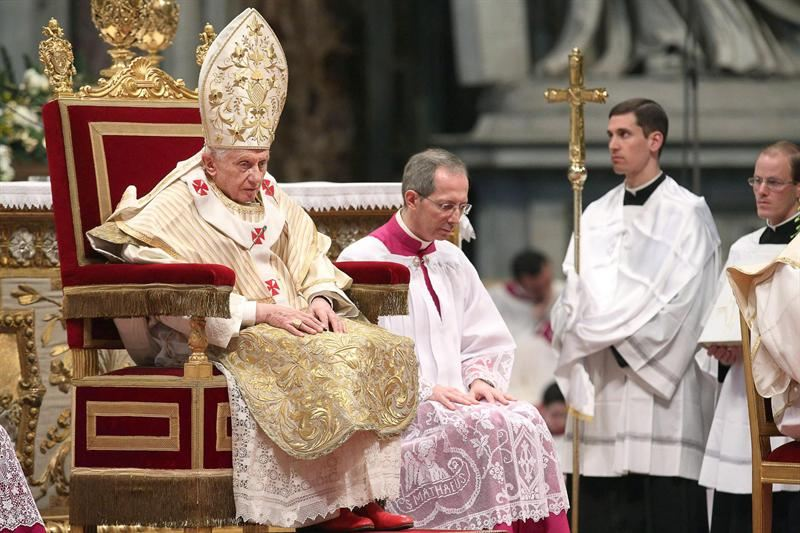
Benedicto XVI portando el fanón papal en 2013

Se llama fanón a una especie de amito decorado con listones dorados que el papa usa encima de la casulla en las Misas papales solemnes. 
Juan Pablo II lo utilizó en una sola ocasión, durante una misa en la Basílica de Santa Cecilia en Roma, al inicio de su pontificado. 
Benedicto XVI lo volvió a incorporar a la liturgia papal en 2012 y lo usó en las grandes solemnidades.
También se pueden llamar fanones a las ínfulas que cuelgan en la parte de atrás de la mitra del obispo.